# Launayite
La launayite è un minerale.